# Michail Juzjnyj
Michail Michajlovitj Juzjnyj (ryska: Михаи́л Миха́йлович Ю́жный), född 25 juni 1982 i Moskva, Sovjetunionen, är en rysk professionell tennisspelare. Han har som bäst varit rankad åtta i världen i singel (28 januari 2008).

## Tenniskarriären
Juzjnyj blev proffs på ATP-touren 1999, det året spelade han hem fyra Future-titlar.
Han har som bäst i en Grand Slam-turnering kommit till semifinal. Det gjorde han i 2006 års US Open. 
Han har till september 2008 spelat in 5 049 189 US dollar i prispengar och har vunnit fyra singel- och fyra dubbeltitlar.

## Juzjnyj somDavis Cup-spelare
Michail Juzjnyj har deltagit i det ryska Davis Cup-laget utan avbrott sedan 2000. Han har totalt spelat 29 matcher och vunnit 14 av dem. Hans hittills största meriter i Davis Cup-sammanhang är två finaler, 2002 (förlust mot Frankrike) och 2007 (förlust mot USA).

## ATP-titlar

### Singel (4)
- 2008 - Chennai
- 2007 - Rotterdam
- 2004 - Sankt Petersburg
- 2002 - Stuttgart

### Dubbel (4)
- 2008 - Halle (med Mischa Zverev)
- 2007 - Doha (med Nenad Zimonjic), München (med Philipp Kohlschreiber)
- 2005 - Moskva (med Max Mirnyj)